# Ван Чжунлинь
Ван Чжунли́нь (кит. упр. 王中林, пиньинь Wáng Zhōnglín; р. 1961, Шэньси) — китайско-американский физик, специалист в области нанотехнологий.

## Биография
Родился в посёлке Гаоян уезда Пучэн (на территории современного городского округа Вэйнань) провинции Шэньси (КНР). В 1983 году окончил Северо-Западный институт телекоммуникационной инженерии (физический факультет), после чего уехал на учёбу в США, где в 1987 году получил Ph.D. по физике в университете штата Аризона. В 1987—1988 годах работал в университете штата Нью-Йорк в Стоуни-Брук, в 1988—1989 годах — в Кембриджском университете (Великобритания). В 1989—1993 годах работал в Национальной лаборатории Ок-Ридж, в 1993—1995 годах — в Национальном институте стандартов и технологий, с 1995 года возглавляет Центр наноструктурных характеризаций.

## Награды и отличия
- Премия Джеймса Макгруди за исследования в области новых материалов (2014)
- Thomson Reuters Citation Laureate по физике (2015)
- Премия Альберта Эйнштейна (2019)
- Глобальная энергия (2023)